# Paa Liv og Død i Bjergene
 Paa Liv og Død i Bjergene (originaltitel: The Savage) er en amerikansk stumfilm fra 1917 instrueret af Rupert Julian.
Filmen havde dansk biografpremiere i 1917.

## Medvirkende
- Ruth Clifford som Marie Louise
- Colleen Moore som Lizette
- Monroe Salisbury som Julio Sandoval
- Allan Sears som McKeever
- W.H. Bainbridge som Michael Montague

## Handling
Den unge kvinde Marie Louise vender hjem efter at have afsluttet skole. Den unge halv-indianer Julio Sandoval, der er drevet af sine dyriske instinkter, bliver glad for Marie Louise, selv om hun allerede er forlovet med kaptajn McKeever fra det beredne politi. En dag mødeer Julio Marie Lousie alene i skoven, og han bortfører hende til sin hytte, men han bliver syg som følge af udmattelse. Marie Lousie får sympati for Julio og plejer ham, og da de hvide mænd fra byen kommer for at redde hende, beskytter hun Julio. Da hun vender tilbage til byen hører hun, at hendes forlovede McKeever er blevet taget til fange af den fredløse Joe Bedotte. Marie beder Julio om at hjælpe med at befri McKeever og i taknemmelighed hjælpe Julio, men han bliver dråbt under McKeevers befrielse. 